# Knabstruppi ló
A knabstruppi ló, más néven knabstrupper ló egy Dániából származó lófajta, amelynek legfőbb jellegzetessége szőrének különleges, gyakran dalmatára emlékeztető színe és mintázata. Nagyon ritka fajta, a világon megközelítőleg 600  példány él belőle, ezek többsége vagy nem rendelkezik igazolt felmenőkkel vagy hiányos a törzskönyve. Mindezek miatt népszerű a lovasok, különösen a gyerekek körében.

## Származás

A Knabstruppi fajtát hivatalosan megközelítőleg három évszázaddal ezelőtt tenyésztették ki Dániában. A Knabstruppi a Frederiksborgi egyik ága, amely az egyik legrégebbi európai fajta, ennek a két fajtának a közös története egészen az 1700-as évek végén kezdődik.
1812-ben Villars Lunn őrnagy létrehozta Knabstrup nevű farmját Nordseeland-ban, Dániában, amely az egyik legelső tenyészet volt. Nem sokkal ezután a fajtát Knabstruppers néven kezdték emlegetni. 
Később, 1971-ben három Appaloosa mént importáltak Dániába, hogy felfrissítsék az állományt. A fajta továbbra is népszerű volt mindaddig, amíg végül más lovakkal be nem keresztezték őket, ami kételyeket ébresztett a fajta tisztavérű egyedeinek létezését illetően.
Az utóbbi időben a knabstrupperek tenyésztésének elsődleges célja dán hátaslóként való megmaradása. Egyedülálló próbálkozás, tekintve, hogy csak néhány olyan fajta létezik, amelynek egyedei több méretben is képviselik azt.
A fajtát gyakran összetévesztik egy Appaloosa-val mindkettő jellegzetes foltossága miatt. Továbbá mindkét fajta rokon, távolabbi származásukban megosztják a spanyol vérvonalakat. A foltok genetikai kódjai még évszázados háziasítás után is jelen vannak ezekben a lovakban, amelyeket szelektív tenyésztéssel meg lehetne erősíteni.
Jelenleg ezek a lovak viszonylag ritkák, bár a fajta populációja fokozatosan növekszik a tenyésztési programok eredményeként.
2011-ben az Amerikai Knabstruppi Szövetség (American Knabstrupper Association) átadta a regisztrációs erőfeszítéseit a „Knabstrupperforeningen for Danmark” európai nyilvántartásnak. Azóta a dán egyesület ellenőrzi és hagyja jóvá a tenyészállományt az Egyesült Államokban.

## Megjelenés

Marmagassága 157-163 cm között mozog, de előfordulnak póni méretű (148 cm alatti) egyedek is. A szőrzet mintázata az egészen egyszínűtől a teljesen pöttyösig terjed, ami jelenthet fehér alapon fekete, szürke, barna vagy sárga voltokat is.  A Knapstruppi lónál gyakori foltos színminták más fajtákban is előfordulnak, például az Appaloosa fajta esetében, bár a két fajta egymástól függetlenül fejlődött ki. A különleges mintázatot egy úgynevezett "leopard complex" nevű genetikai mechanizmus okozza.
Kecses, jól izmolt felépítés, erőteljes hát, lejtős vállak, izmos nyak és kis fülek jellemzik. Könnyed, ritmikus, elegáns mozgású.

## Hasznosítása

Barátságos, engedelmes természetű fajta, energikus és kellemes mozgású, így előszeretettel használják díjlónak, hobbilónak vagy akár díjugratásra is. Különleges megjelenése és tanulékonysága miatt kedvelt fogatló vagy cirkuszi ló. 